# Arona (Pennsilvània)
Arona és una població dels Estats Units a l'estat de Pennsilvània. Segons el cens del 2000 tenia 407 habitants.

## Demografia
Segons el cens del 2000, Arona tenia 407 habitants, 166 habitatges, i 109 famílies. La densitat de població era de 296,5 habitants per quilòmetre quadrat.
Dels 166 habitatges en un 28,9% hi vivien nens de menys de 18 anys, en un 54,2% hi vivien parelles casades, en un 7,8% dones solteres, i en un 34,3% no eren unitats familiars. En el 30,1% dels habitatges hi vivien persones soles el 14,5% de les quals corresponia a persones de 65 anys o més que vivien soles. El nombre mitjà de persones vivint en cada habitatge era de 2,45 i el nombre mitjà de persones que vivien en cada família era de 3,1.
Per edats la població es repartia de la següent manera: un 25,1% tenia menys de 18 anys, un 6,1% entre 18 i 24, un 33,4% entre 25 i 44, un 21,9% de 45 a 60 i un 13,5% 65 anys o més.
L'edat mediana era de 38 anys. Per cada 100 dones de 18 o més anys hi havia 103,3 homes.
La renda mediana per habitatge era de 36.016 $ i la renda mediana per família de 50.250 $. Els homes tenien una renda mediana de 35.179 $ mentre que les dones 21.875 $. La renda per capita de la població era de 17.365 $. Entorn del 3,4% de les famílies i el 5,4% de la població estaven per davall del llindar de pobresa.

## Poblacions properes
El següent diagrama mostra les poblacions més properes.